# Nita Rousseau
Pour les articles homonymes, voir Rousseau.
Nita Rousseau, née Danielle Lavanga le 18 janvier 1944 à Nam Định au Vietnam et morte le 28 juillet 2003 dans le 13e arrondissement de Paris, est une journaliste et écrivaine française.

## Biographie
Fille d'un officier des troupes coloniales, Nita Rousseau grandit en Indochine et en Afrique. Elle exerce la fonction de documentaliste au Nouvel Observateur avant de devenir journaliste culturelle et critique littéraire et théâtrale à partir de 1971,. Son premier roman, Les Iris bleus, reçoit en 1992 le prix Goncourt du premier roman. L'Italienne et La Pluie sur la mer sont consacrés au monde du théâtre. Elle brosse le portrait de son père dans son dernier livre, Un père si mystérieux,.

## Œuvres
- 1991 : Un colossal enfant, entretiens avec Marcel Maréchal, Actes Sud,  (ISBN 2-86869-808-5)
- 1992 : Les Iris bleus, éditions Flammarion,  (ISBN 978-2080666642)
- 1993 : L'Italienne, éditions Flammarion,  (ISBN 978-2080668516)
- 1998 : La Pluie sur la mer, éditions Flammarion,  (ISBN 978-2080671325)
- 2001 : Un père si mystérieux, éditions Plon,  (ISBN 978-2259190015)